# Campeonato Europeo de Patinaje Artístico sobre Hielo de 1912
El XVII Campeonato Europeo de Patinaje Artístico sobre Hielo se realizó en Estocolmo (Suecia) en enero de 1912. Fue organizado por la Unión Internacional de Patinaje sobre Hielo (ISU) y la Federación Sueca de Patinaje Artístico sobre Hielo.

## Resultados
| Puesto | Nombre         | País    |
| ------ | -------------- | ------- |
| Oro    | Gösta Sandahl  | Suecia  |
| Plata  | Ivan Malinin   | Rusia   |
| Bronce | Martin Stixrud | Noruega |

## Medallero
| Núm. | País    | Oro | Plata | Bronce | Total |
| ---- | ------- | --- | ----- | ------ | ----- |
| 1    | Suecia  | 1   | 0     | 0      | 1     |
| 2    | Rusia   | 0   | 1     | 0      | 1     |
| 3    | Noruega | 0   | 0     | 1      | 1     |
|      | TOTAL   | 1   | 1     | 1      | 3     |